# Aleksandr Berezniak
Aleksandr Yákovlevich Berezniak (en ruso: Александр Яковлевич Березняк) (29 de diciembre de 1912-7 de julio de 1974) fue un diseñador soviético de aeronaves de misiles. Fue el principal diseñador de MKB "Raduga", a partir de marzo de 1957.
Nació el 29 de diciembre de 1912 en Boyarkino, Distrito de Ozerski, Óblast de Moscú. Aleksandr Berezniak fue un diseñador de aeronaves soviético, un doctor en ciencia técnica (1968), y un condecorado trabajador de la ciencia y la tecnología en la RSFS de Rusia (1973). Se convirtió en un miembro del PCUS en 1932. Fue empleado en las industrias de aviación desde 1931. Berezniak se graduó en el Instituto de Aviación de Moscú, que antes se llamaba Ordzhonikidze (1938).
Fue ingeniero en la oficina de diseños experimental de Viktor Fiodorovich Boljovitinov. Si bien era un trabajo de oficina, diseñó el primer jet soviético, el BI-1, que estaba equipado con combustible líquido para alimentar un motor de cohete. El BI-1 fue creado en 1942 en un trabajo cooperado con A. M. Isayev. Se convirtió en vicejefe de diseño de OCK-2 en 1946, después se convirtió en el jefe de diseño en 1957. Berezniak más tarde fue galardonado con el Premio Lenin, el Premio Estatal de la URSS, la Orden de Lenin, la Orden de la Revolución de Octubre, la Orden de la Bandera Roja del Trabajo, y numerosas medallas. Murió el 7 de julio de 1974, en Dubná, Óblast de Moscú.

## Aeronaves
- Bereznyak-Isayev BI-1:  El primer avión cohete del mundo, una pequeña aeronave de ala recta.Fue diseñado por Bereznyak e Isaev en  (1942), y se fabricaron 8 unidades. Las primeras pruebas de vuelo fueron sin motor, en otoño de 1941. El primer vuelo tuvo lugar el 15 de mayo de 1942, pilotado por G.Y. Bakhchivandzhu, antes incluso que el famoso Me 163 Komet.
- BI-7- Entre 20 y 25 unidades construidas. Similaral BI-1.
- 302P
- 346 - Experimental, superaba la barrera del sonido, 1946.
- 468 - Avión jet, proyecto, 1948 .. 1949.

- Datos: Q2706720
- Multimedia: Alexander Yakovlevich Bereznyak / Q2706720